# Ferran Torrent i Llorca
Ferran Torrent i Llorca (Sedaví, l'Horta, 1951) és un escriptor i periodista valencià, un dels més prolífics en català-valencià gràcies que ateny una alta xifra de vendes. Des dels seus inicis ha sigut conscient de les dificultats culturals i lingüístiques del País Valencià, però, en certa manera, el seu èxit representa la culminació de la normalització lingüística als territoris de parla catalana. Un dels trets més característic dels seus escrits és que fa ús de les variants valencianes. El gènere que més ha treballat és el de la novel·la negra. A més, col·labora cada dissabte i diumenge al programa de ràdio La primera pedra de RAC1 des de fa diversos anys.
Educat en un col·legi de jesuïtes, va començar la carrera de Dret però la va deixar. Es dedicà durant anys a treballar en qualsevol faena: venedor, representant comercial i d'altres oficis, fins que l'èxit literari li va facilitar dedicar-se només a escriure.
Aquesta cita és una bona mostra del seu caràcter i manera d'enfrontar la vida:
| « | Sempre m'han posat nerviós els puristes de tota mena: els de la llengua, els de literatura i els de tot. La veritat és que m'inspira més un antre que un ateneu. I m'ho passe millor, més ben dit, molt millor entre dones de qualsevol tipus que entre savis i intel·lectuals. Preferisc els bordells a les cadires d'una acadèmia. Els intel·lectuals i els polítics són les espècies que més m'avorreixen. | » |

## Trajectòria literària
Començà amb una novel·la, La gola del llop (1983), escrita en col·laboració amb Josep Lluís Seguí i signada sota el pseudònim Pere Lavaca.
Assolí l'èxit de públic amb la sèrie de novel·la negra protagonitzada pel periodista i exboxejador Hèctor Barrera i el detectiu Butxana. No emprenyeu el comissari (1984), Penja els guants, Butxana (1985), Un negre amb un saxo (1989). Els dos protagonistes, amb l'ajuda d'un grupet de xoriços, s'endinsen als obscurs i intricats ambients de la prostitució i la delinqüència valenciana. La sèrie continua en Cavall i rei (1989).  L'any de l'embotit (1993) és una novel·la d'humor amb ingredients de sèrie negra que pretén ser una sàtira sobre el món de la premsa i la política. Gràcies per la propina va ser guardonada amb el premi Sant Jordi 1994. En paraules del mateix autor, aquesta autobiografia novel·lada al cinquanta per cent li va permetre enfrontar-se als seus propis dimonis interiors.
A La mirada del tafur (1997) toca per primera vegada el tema del joc a la València dels anys finals del franquisme. Al cau d'una cafeteria regentada per dos germans, s'hi ajunta una timba de pòquer formada per un coronel de l'exèrcit, un comissari torturador, un macarra i un dels dos amos del garito, Ferran. Un atemptat anarquista, un assassinat i un cadàver que desapareix mostren un ambient polític i social corrupte, on la impunitat és possible.
L'illa de l'holandés (1999) presenta un escriptor i professor universitari d'idees marxistes deportat en una illa propera a la costa mediterrània. Hi troba un món gairebé aïllat, on l'amistat i la conversa són més importants que els esdeveniments polítics que estan succeint a la península, a l'Espanya franquista que s'enfonsa i desapareix.
Va rebre el guardó de la crítica de Serra d'Or per Societat Limitada (2000) amb la qual començà una anàlisi sobre la València actual, continuada amb Espècies protegides (2003). La trilogia finalitza amb Judici Final (2006). Societat limitada mostra els aspectes tèrbols del finançament dels partits polítics, les maniobres a l'ombra dels qui ocupen el poder, l'especulació sagnant dels constructors i la destrucció d'espais naturals que en resulta a un món sense escrúpols. A Espècies protegides utilitza de nou la figura de Juan Lloris, un empresari de la construcció que vol convertir-se en personatge social a través de la política i del futbol, per a continuar disseccionant amb precisió de cirurgià l'època actual. A Judici Final, a més d'antics personatges, un exmilitant de l'IRA entrarà en escena. Només Socis (2008) es podria considerar la continuadora de l'abans esmentada trilogia.
Quasi un llibre de viatges, Living l'Havana (1999), és la visió d'un turista com Ferran Torrent que recorre L'Havana desmuntant els tòpics de la Cuba actual: els hotels i restaurants emblemàtics, la prostitució com a forma de sobreviure, els havans, la gastronomia...
Torrent recupera les figures del comissari Butxana i del periodista Barrera, protagonistes de les seues primeres novel·les a Cambres d'acer inoxidable (2000). Recorren els ambients més perillosos i foscos de la València de final de segle on poques coses han canviat.
La vida en l'abisme, va ser finalista del Premi Planeta 2004. La versió catalana ha estat feta pel mateix autor. Sobre el fet que haja escrit en castellà i la polèmica que ha creat al món de les lletres catalanes, Torrent ja hi havia respost en una entrevista al diari El País feta quatre anys enrere: «—No ha pensat mai a passar-se al castellà? —Si m'ofereixen el Premi Planeta, sí. Me'l donen, recull els 50 quilos i me'n torne a casa. No li sembla bé?». D'altra banda, ha escrit en castellà com fan habitualment l'escriptor basc, Bernardo Atxaga, o els gallecs Suso de Toro i Manuel Rivas. Aquesta novel·la ha guanyat també el Premi de la Crítica Literària Valenciana, organitzat a la ciutat d'Alcoi per l'Associació Valenciana d'Escriptors i Crítics Literaris.
Tres novel·les han estat portades al cinema sota la direcció de Francesc Bellmunt: Un negre amb un saxo, Gràcies per la propina i L'illa de l'holandés.
Com a prosa assagística podria considerar-se Tocant València (1995). Recopila i organitza els articles publicats a la revista El Temps tant les columnes escrites pel mateix autor com les converses mantingudes amb els periodistes Miquel Alberola i Vicent Martí. Repassa els seus ambients personals, València i la seua rodalia, la passió que sent per la boxa i tot allò que envolta aquest esport, la qüestió lingüística valenciana, el nom i l'ús del valencià, les seues idees polítiques d'esquerres però gens dogmàtiques com és el Torrent escriptor i novel·lista.
També ha escrit teatre amb Carles Alberola: O tu o res (1991), Nit i dia (1993). Ha participat com a guionista de cinema en tres pel·lícules sobre novel·les seues (Un negre amb un saxo, Gràcies per la propina i L'illa de l'holandés) i a la pel·lícula El complot dels anells.
La Institució de les Lletres Catalanes el va nomenar Escriptor del mes a l'abril de 1996.
D'altra banda, com a periodista, és constant la seua presència als mitjans de comunicació a través d'articles, cròniques i comentaris a diaris com El País, La Vanguardia o El Temps, a programes de ràdio i televisió (TV3, Catalunya Ràdio, Ràdio Nou).
El mateix Ferran Torrent reconeix que una de les majors dificultats quan escriu és el model de llengua. Ha volgut fer-la propera a la parla del carrer però sense allunyar-se de la normativa. Davant la diglòssia valenciana, l'aposta de Torrent per escriure en valencià fou arriscada. S'ha convertit en un narrador acompanyat pel reconeixement públic i el nombre de lectors.

## Publicacions: Novel·la, narrativa, assaig
| Títol                                               | Editorial                                                               | Any  | Notes                                                |
| --------------------------------------------------- | ----------------------------------------------------------------------- | ---- | ---------------------------------------------------- |
| La gola del llop                                    | Federació d'Entitats Culturals del País Valencià / Edicions del Bullent | 1983 | (En col·laboració amb Josep Lluís Seguí)             |
| No emprenyeu el comissari                           | Eliseu Climent / 3i4                                                    | 1984 | (Toni Butxana i Hèctor Barrera)                      |
| Penja els guants, Butxana!                          | Quaderns Crema                                                          | 1985 | (Toni Butxana i Hèctor Barrera)                      |
| Un negre amb un saxo                                | Quaderns Crema                                                          | 1987 | (Hèctor Barrera)                                     |
| Cavall i rei                                        | Quaderns Crema                                                          | 1989 | (Toni Butxana i Hèctor Barrera)                      |
| La cosa nostra                                      | Edicions Camacuc                                                        | 1991 | (amb Emili Piera i Manuel S. Jardí) Humor            |
| L'any de l'embotit                                  | Quaderns Crema                                                          | 1992 | (Toni Butxana i Hèctor Barrera)                      |
| Gràcies per la propina                              | Columna                                                                 | 1994 | (els germans Torres)                                 |
| Tocant València                                     | Aigua de Mar                                                            | 1995 | Narrativa / memòries                                 |
| La mirada del tafur                                 | Columna                                                                 | 1997 | (els germans Torres)                                 |
| Semental, estimat Butxana                           | Columna                                                                 | 1997 | (amb Xavier Moret) (Toni Butxana i Hèctor Barrera)   |
| L'illa de l'holandès                                | Columna                                                                 | 1999 | (Lluís Dalmau)                                       |
| Living l'Havana                                     | Columna                                                                 | 1999 | Narrativa / Recorregut per l'Havana, trencant tòpics |
| Cambres d'acer inoxidable                           | Columna                                                                 | 2000 | (Toni Butxana i Hèctor Barrera)                      |
| Societat limitada                                   | Columna                                                                 | 2002 | (Francesc Petit, polític, i Juan Lloris, empresari)  |
| Espècies protegides                                 | Edicions Bromera                                                        | 2004 | (Juan Lloris, empresari, etc)                        |
| La vida en l'abisme                                 | Editorial Planeta                                                       | 2004 | Finalista del Premi Planeta                          |
| Judici final                                        | Columna                                                                 | 2006 | (Francesc Petit, polític, i Juan Lloris, empresari)  |
| L'any de l'embotit.                                 | Columna                                                                 | 2007 |                                                      |
| Només socis                                         | Columna                                                                 | 2008 | (Butxana, Tordera, Lloris, els Germans Torres...)    |
| Bulevard dels francesos                             | Columna/Edicions Bromera                                                | 2010 |                                                      |
| Ombres en la nit                                    | Columna                                                                 | 2011 |                                                      |
| Caminaràs entre elefants: Un retrat de Mònica Oltra | Columna                                                                 | 2013 | Biografia/assaig literari sobre Mónica Oltra.        |
| Un dinar un dia qualsevol                           | Columna                                                                 | 2015 |                                                      |
| Individus com nosaltres                             | Columna                                                                 | 2017 |                                                      |
| Poder contar-ho                                     | Columna                                                                 | 2019 | [ 3 ]                                                |
| Memòries de mi mateix                               | Columna                                                                 | 2023 |                                                      |
| El jo que no mor                                    | Columna                                                                 | 2025 | Novel·la.                                            |

### Sèrie Toni Butxana i Hèctor Barrera
D'entre les seues publicacions indicades a dalt, hi ha la sèrie de novel·les negres protagonitzades pel detectiu privat Toni Butxana i l'exboxejador i periodista Hèctor Barrera. La llista que segueix inclou els llibres on surten els dos personatges i les obres on només en surt un.
- Butxana - Barrera #1: No emprenyeu el comissari. València: Eliseu Climent / 3i4, 1984.
- Butxana - Barrera #2: Penja els guants, Butxana! Barcelona: Quaderns Crema, 1985.
- Butxana - Barrera #3: Un negre amb un saxo. Barcelona: Quaderns Crema, 1987.
- Butxana - Barrera #4: Cavall i rei. Barcelona: Quaderns Crema, 1989.
- Butxana - Barrera #5: L'any de l'embotit. Barcelona: Quaderns Crema, 1992.
- Butxana - Barrera #6: Semental, estimat Butxana (amb Xavier Moret). Barcelona: Columna, 1997.
- Butxana - Barrera #7: Cambres d'acer inoxidable. Barcelona: Columna, 2000.
- Butxana - Barrera #8: Només socis. Barcelona: Columna, 2008. De fet, en aquesta obra hi entren tot una sèrie de personatges que ha anat creant el Ferran Torrent i que han protagonitzat (o aparegut en) anteriors novel·les, com ara el Toni Butxana (aquí exdetectiu privat i el protagonista), el comissari Tordera (ara retirat), els germans Torres, i el Juan Lloris (aspirant a alcalde frustrat).[6]

## Traduccions de la seua obra

### Al castellà
- No me vacilen al comisario. Trad. de Javier Gispert. Barcelona: Ediciones B, 1987
- Contra las cuerdas. Trad. de Josep Lluís Bonet. Barcelona: Anagrama, 1987
- Un negro con un saxo. Trad. de Joaquín Jordá. Barcelona: Anagrama, 1988
- Gracias por la propina. Trad. d'Enrique Benavent. Barcelona: Alba, 1996
- Sociedad Limitada. Trad. de Felip Tobar. Barcelona: Destino, 2002
- Especies protegidas. Trad. de Felip Tobar. Barcelona: Planeta, 2004
- Juicio final. Trad. de Felip Tobar. Barcelona: Planeta, 2007
- Bulevard de los franceses. Trad. de Felip Tobar. Barcelona: Columna, 2010
- Una comida un día cualquiera. Trad. de Teresa Galarza. Barcelona: Columna, 2015
- Poder contarlo. Trad. de Pau Sanchis. Barcelona: Columna, 2019
- Memorias de mi mismo. Trad. de Pau Sanchis. Barcelona: Columna, 2023

### Al francès
- Contre les cordes. Trad. d'Edmon Raillard. Nimes: Jascqueline Chambon, 1992

### A l'italià
- Un negro con un sax (trad. di Un negre amb un saxo), trad. di Gina Maneri, Marcos y Marcos, Milano, 1997

## Teatre: obres representades
- O tu o res (amb Carles Alberola). Companyia L'Horta Teatre. Albalat de la Ribera: Teatre Municipal, 1991.
- Nit i dia (amb Carles Alberola). Companyia L'Horta Teatre. València: Centre Dramàtic Generalitat de València (Rialto), 1993.

## Guions de cinema i ràdio
- El complot dels anells. Cinema: Fair Play, 1988.
- No emprenyeu el comissari. Ràdio: Canal 9, 1989.
- Gepa Camp. Ràdio: Catalunya Ràdio, 1989.
- Ha participat en el guionatge per al cinema de les seues novel·les: Un negre amb un saxo, Gràcies per la propina i L'illa de l'holandés.

## Premis i reconeixements
- Premi dels Lectors d'El Temps, 1988: Un negre amb un saxo
- Premi Sant Jordi, 1994: Gràcies per la propina
- Premi al millor guió al Festival de Cinema de Troia (Portugal), 1998. (Francesc Bellmunt i Ferran Torrent coguionistes): Gràcies per la propina.
- Premi Joan Crexells, 2002: Societat limitada
- Premi Crítica Serra d'Or de novel·la, 2003: Societat limitada
- Premi de la Crítica, 2003: Societat limitada
- Finalista del Premi Planeta, 2004: La vida en l'abisme.
- Premi Mostra del 5é Festival de Cinema en Valencià Inquiet 2009.
- Premi de les Lletres de la Generalitat Valenciana, 2024.
- Premi Trajectòria a la creació 2025 del Festival Tiana Negra.[7]